# Vidisa
Vidisa – miasto w Indiach, w stanie Madhja Pradesz, nad rzeką Betwa. W 2001 roku miasto zamieszkiwało 125 457 osób.
W mieście rozwinął się przemysł spożywczy oraz rzemiosło tkackie.
Doktor R. Balasubramaniam z Indian Institute of Technology w Kanpurze, po przeprowadzeniu badań metalurgicznych oraz ikonograficznych sugeruje, że Żelazna kolumna z Delhi pierwotnie znajdowała się przy świątyni w pobliżu jaskiń Udayagiri niedaleko miasta Vidishā.